# Rucensi
Les Rucensi   sont un ancien peuple antique de Sardaigne.

## Histoire
Décrits par Ptolémée (III, 3), les Rucensi  habitaient au Sud des Æchilenenses et au Nord des Celsitani et des Corpicenses.